# عصيدة من دقيق الذرة
عصيدة من دقيق الذرة طبق من دقيق الذرة المسلوق تم صنعه عبر التاريخ من الحبوب الأخرى، يمكن تقديمه كعصيدة ساخنة، أو قد يُترك ليبرد ويتصلب في رغيف يمكن خبزه أو قليه أو شويه.
عادةً ما تكون مجموعة الحبوب المستخدمة هي الذرة الصفراء، ولكن غالبًا ما يتم استخدام الحنطة السوداء أو الذرة البيضاء أو خليط منها، المطاحن الخشنة تصنع عصيدة من دقيق الذرة صلبة وخشنة؛ طحن دقيق يجعل عصيدة من دقيق الذرة لينة وناعمة،  Polenta هو عنصر أساسي في المأكولات الإيطالية الشمالية والسويسرية والبلقان (حيث يطلق عليه أيضًا kačamak) (وبدرجة أقل، المطبخ الإيطالي المركزي، على سبيل المثال توسكانا) واستهلاكها كان مرتبطًا تقليديًا بالطبقات الدنيا من الناس، كما في الماضي كانت هريسة الذرة غذاءًا أساسيًا في حصتهم اليومية،  يُعرف هذا الطبق في رومانيا ومولدوفا باسم mămăligă . وهو أيضًا طبق أساسي في الأرجنتين.

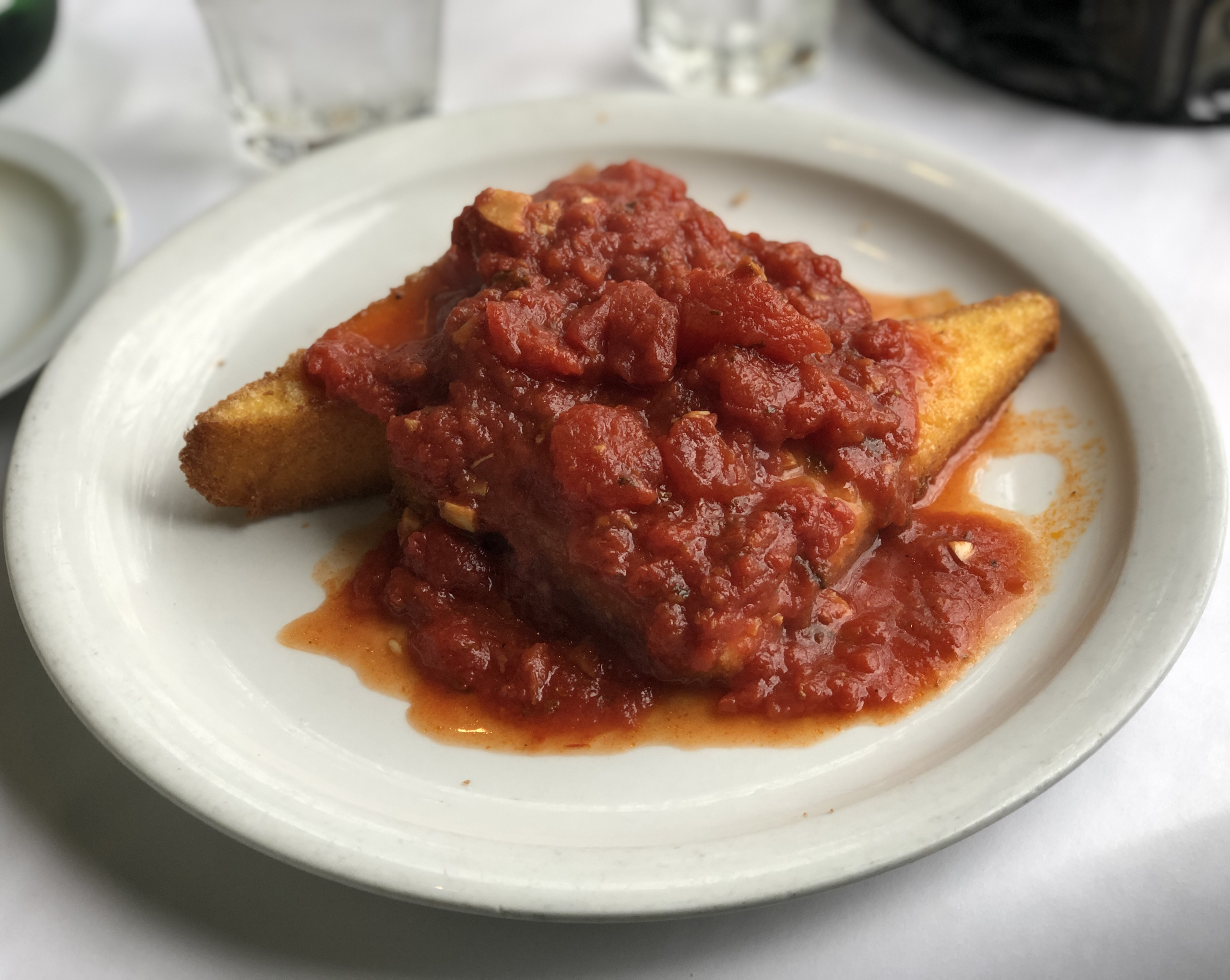
عصيدة من دقيق الذرة مع صلصة المارينارا.

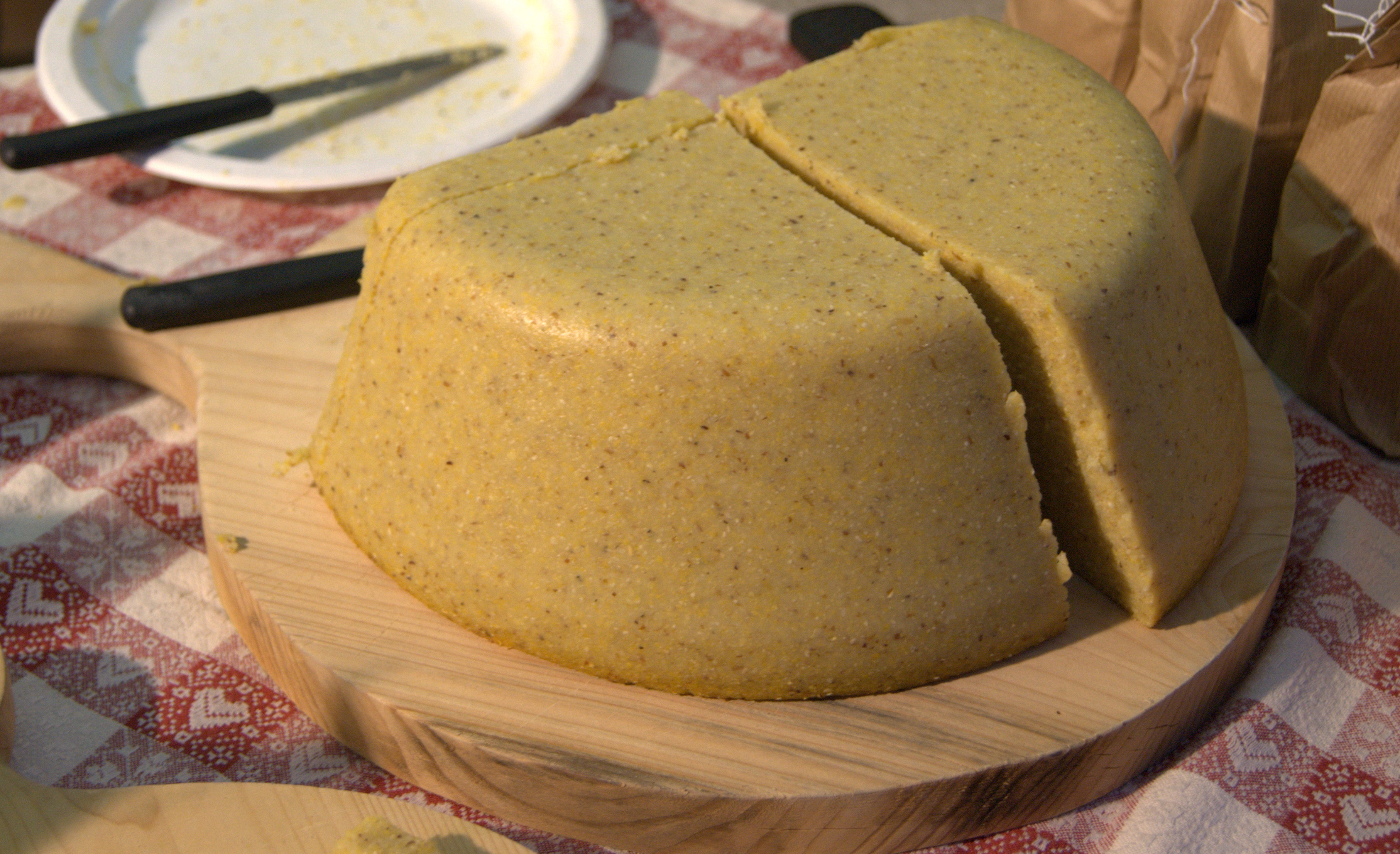
يتم تقديم بولينتا بالطريقة التقليدية على لوح تقطيع خشبي مستدير.

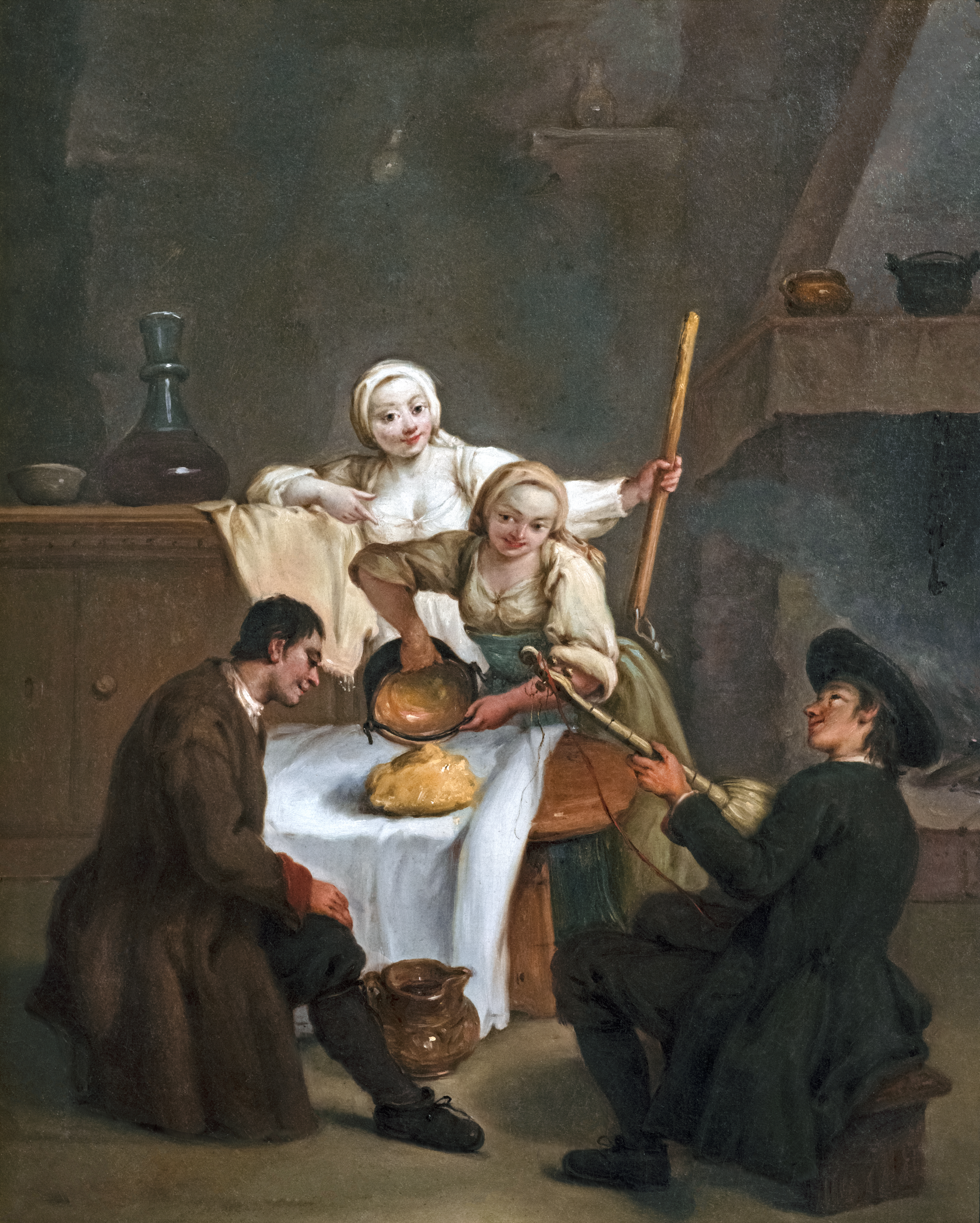
لا بولينتا بواسطة بيترو لونجي

## علم أصول الكلمات
غطت عصيدة من دقيق الذرة اللاتينية أي حبة مقشر ومسحوق، وخاصة دقيق الشعير، وهي مشتقة من حبوب اللقاح اللاتينية لـ «الدقيق الناعم»، الذي يشترك في الجذر مع اللب ، والذي يعني «الغبار».

## تاريخ
كما هو معروف اليوم، فإن عصيدة من دقيق الذرة هي مشتقة من أشكال سابقة من حبوب الهريسة (المعروفة باسم النبض أو pulmentum في اللاتينية) التي كانت تؤكل بشكل شائع منذ العصر الروماني، قبل إدخال الذرة (الذرة) من أمريكا في القرن 16،  عصيدة من دقيق الذرة كانت مصنوعة من المكونات النشوية مثل فارو (القمح)، والكستناء الدقيق، والدخن، وردت (القمح)، والحمص.

## وقت الطبخ
يستغرق طهي Polenta وقتًا طويلاً، حيث يغلي في أربعة إلى خمسة أضعاف حجم السائل المائي لمدة 45 دقيقة تقريبًا مع التقليب المستمر؛ هذا ضروري حتى من أجل جلتنة النشا، تم اختراع بعض تقنيات الطهي البديلة لتسريع العملية، أو لا تتطلب إشرافًا مستمرًا. يستخدم الطهي السريع (المطبوخ مسبقًا، الفوري) عصيدة من دقيق الذرة على نطاق واسع ويتم تحضيرها في بضع دقائق فقط؛ يعتبر أقل شأنا من عصيدة دقيق الذرة المصنوع من دقيق الذرة غير المعالج ويفضل تناوله بعد خبزه أو قليه.
في كتابه Heat ، يتحدث بيل بوفورد عن تجاربه كطباخ في مطعم Babbo الإيطالي التابع لماريو باتالي. يفصل بوفورد الاختلافات في المذاق بين عصيدة من دقيق الذرة سريعة التحضير وعصيدة من دقيق الذرة المطبوخ ببطء، ويصف طريقة التحضير التي تستغرق ما يصل إلى ثلاث ساعات، ولكنها لا تتطلب التقليب المستمر: «عصيدة من دقيق الذرة، بالنسبة لمعظم طهيها، تُترك دون رقابة. . . . إذا لم تكن مضطرًا لتقليبها طوال الوقت، يمكنك طهيها لساعات — ما الذي يهم، طالما أنك قريب؟»  وصفت مجلة Cook's Illustrated طريقة استخدام فرن ميكروويف تقلل من وقت الطهي إلى 12 دقيقة وتتطلب تقليبًا واحدًا فقط. في مارس 2010، قدمت طريقة موقد، شبه خالية من التحريك تستخدم رشة من صودا الخبز (قلوي)، والتي تكرر التأثير التقليدي. اقترح كايل فيليبس صنعه في صانع عصيدة من دقيق الذرة أو في طباخ بطيء.